# 圣地亚哥救主圣殿
救主圣殿（西班牙語：Basílica del Salvador）是一座罗马天主教次级宗座圣殿，位于智利圣地亚哥巴西尔区（Barrio Brasil）的孤儿街（Huérfanos）和阿尔米兰特·巴罗佐街（Almirante Barroso）转角。该堂由德国建筑师特奥多罗·伯查德设计，采用新哥特式风格。  1932年由约书亚·史密斯·索拉尔翻新。
1985年和2010年的两次大地震，都对该堂造成了严重破坏。